# Julian Glover
Julian Wyatt Glover, född 25 mars 1935 i London, är en brittisk skådespelare.

## Biografi
Glover är son till Claude Gordon Glover och Honor Ellen Morgan född Wyatt, som båda var verksamma inom BBC. Han började sin skådespelarkarriär på teaterscenen under 1950-talet innan han började spela in filmer för tv och bio under 1960-talet. Han har bland annat medverkat i filmer som Rymdimperiet slår tillbaka, Ur dödlig synvinkel och Indiana Jones och det sista korståget. I filmen Harry Potter och Hemligheternas kammare gjorde han rösten till jättespindeln Aragog. I den version av Ivanhoe som i Sverige visas på nyårsdagen varje år spelar han Rikard Lejonhjärta.
Glover var aktuell för rollen som James Bond i Leva och låta dö men rollen gick till Roger Moore. Åtta år senare fick han bli Bondskurk i Ur dödlig synvinkel.
Han var tidigare gift med skådespelaren Eileen Atkins, men skildes 1966, och har sedan 1968 varit gift med skådespelaren Isla Blair som han har sonen Jamie Glover med. Han är halvbror till musikern Robert Wyatt.
Glover vann Laurence Olivier Theatre Award 1993 för bästa manliga biroll för sin insats som Henry V, på Royal Shakespeare Company.

## Filmografi i urval
- 1963 – Tom Jones!
- 1965 – Doctor Who (TV-serie), The Crusade
- 1965 – Den mystiska blondinen
- 1967 – The Avengers (TV-serie), The Living Dead, Split
- 1969 – De blodiga sköldarna
- 1970 – Svindlande höjder
- 1971 – Nikolaus och Alexandra
- 1974 – Juggernaut
- 1975 – Månbas Alpha (TV-serie), Alpha Child
- 1979 – Doctor Who (TV-serie), City of Death
- 1980 – Rymdimperiet slår tillbaka
- 1981 – Ur dödlig synvinkel
- 1982 – Ivanhoe
- 1983 - Dombey and Son (TV-serie)
- 1987 – Hearts of Fire
- 1987 – Ett rop på frihet
- 1987–1989 – Livsfarligt dubbelspel (TV-serie)
- 1989 – Indiana Jones och det sista korståget (Donovan)
- 1990 – Skattkammarön
- 1991 – Kung Ralph
- 1997 – Morden i Midsomer (TV-serie), första avsnittet
- 2000 – Vatel
- 2002 – Harry Potter och Hemligheternas kammare (Aragogs röst)
- 2004 – Troja
- 2004 – Strings
- 2009 – Young Victoria
- 2011–2016 – Game of Thrones (TV-serie)
- 2012 – Merlin (TV-serie), säsong 5
- 2012 – Airborne
- 2022 – Tár